# (34652) 2000 WN136
2000 WN136 (asteroide 34652) é um asteroide da cintura principal. Possui uma excentricidade de 0.11555820 e uma inclinação de 5.57710º.
Este asteroide foi descoberto no dia 20 de novembro de 2000 por LINEAR em Socorro.